# Присивашская низменность
Присивашская низменность (укр. Присиваська низовина) — часть Северо-Крымской равнины; низменность на севере Крымского полуострова и юге Херсонской области. Расположена вокруг залива Сиваш Азовского моря. Занимает север Красноперекопского, Джанкойского, Нижнегорского, северо-запад Советского районов.

## Описание
Простирается от Перекопского перешейка до Арабатской Стрелки, согласно другим источникам от Перекопского перешейка до реки Мокрый Индол, где сменяется Индольской низменностью. Низменности соответствует физико-географической области Северо-Крымская низменная степь. Её поверхность повышается с севера на юг от 0 до 30 м, в Херсонской области — с юга на север. Наинизшая точка — урез воды озера Старое -5,0 м. Наивысшей точкой служат множество безымянных холмов. 
Берега залива Сиваш сильно изрезаны заливами. В сушу вдаются засухи Западного Сиваша (Алгазы) — глубоко вдающиеся части акватории, отделённые сушей периодически затапливаемой под действием ветра — ветровых нагонов. В Крыму на низменности расположены озёра Перекопской группы: Айгульское или Кырское, Кирлеутское или Керлеут, Киятское или Тарханское,Красное или Асс, Круглое или Адаман, Пусурман или Солёное, Старое или Тузлы, Чайка, Янгул; в Херсонской области: Кругляк, Лиман, Оверьяновское, Соколовское. Здесь протекает Салгир в нижнем течении, небольшие реки (Победная, Источная, Мирновка, Чатырлык) и создано множество сетей каналов (в т.ч. Северо-Крымский канал, Азовский канал, Р-5-1 в Херсонской области). 
Климат умеренно жаркий, с умеренно мягкой зимой, очень засушливый в западной части и засушливый в восточной части области.

Галерея
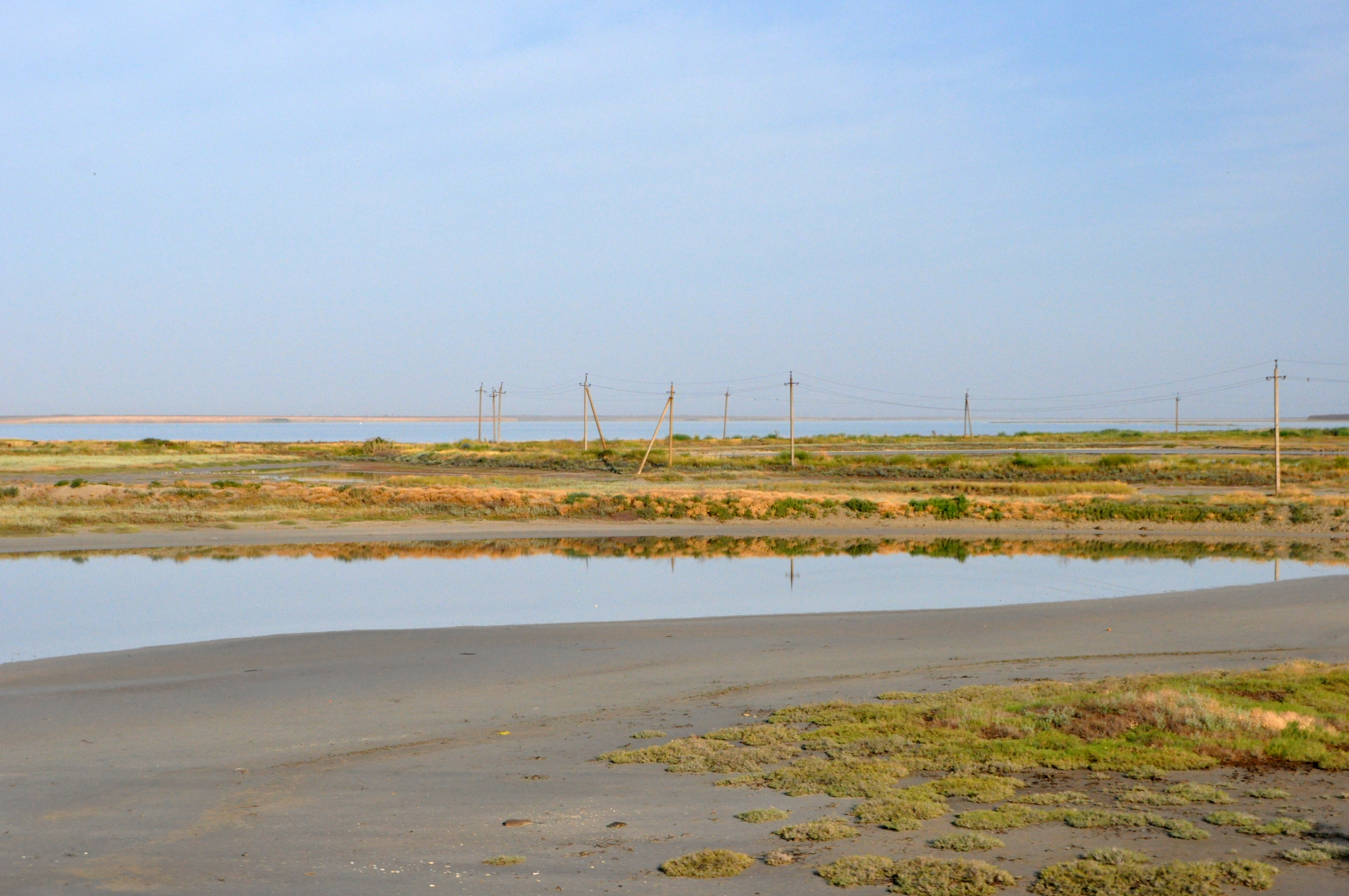
Прибрежно-водный комплекс залива Сиваш
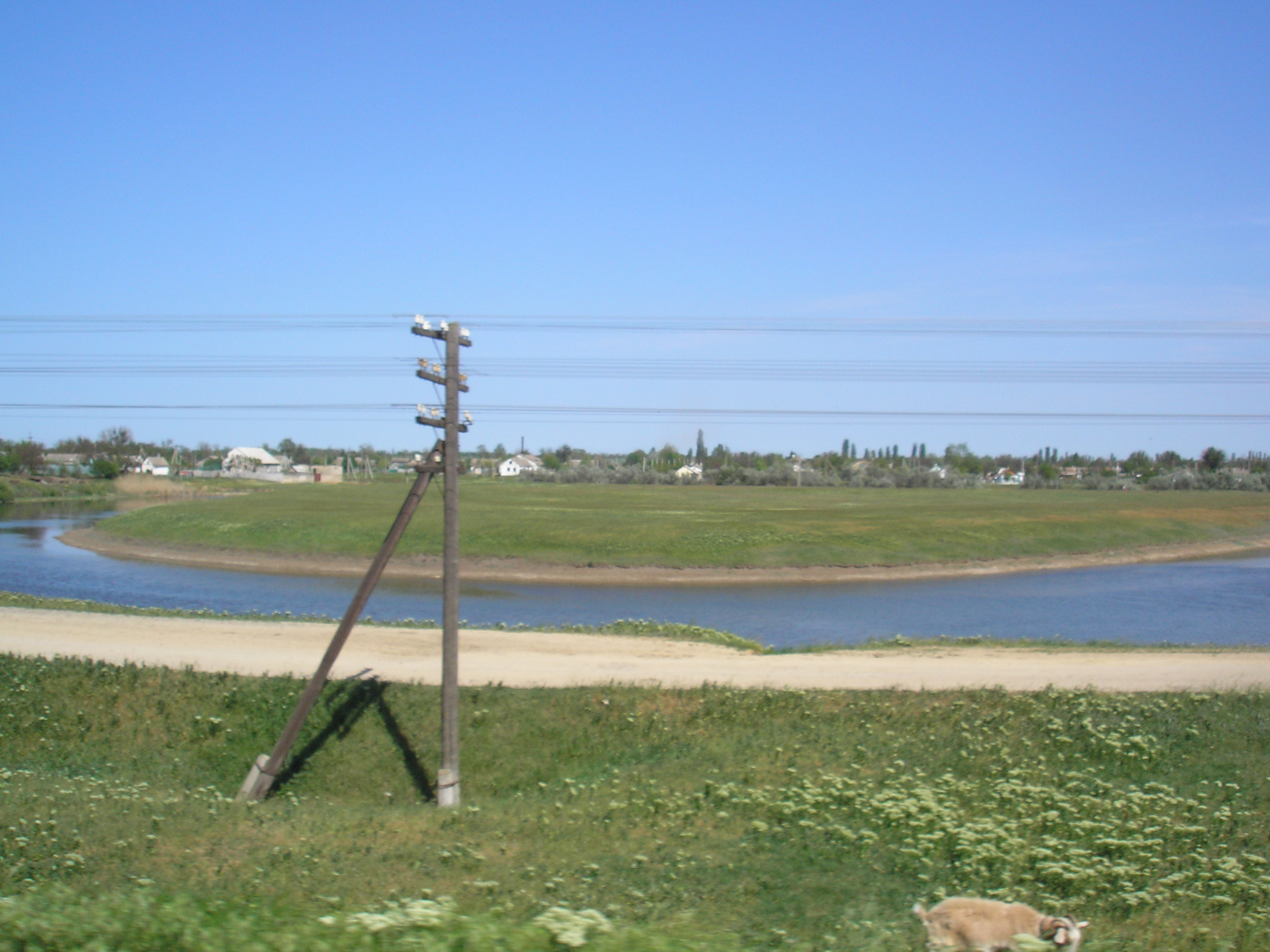
Река Победная
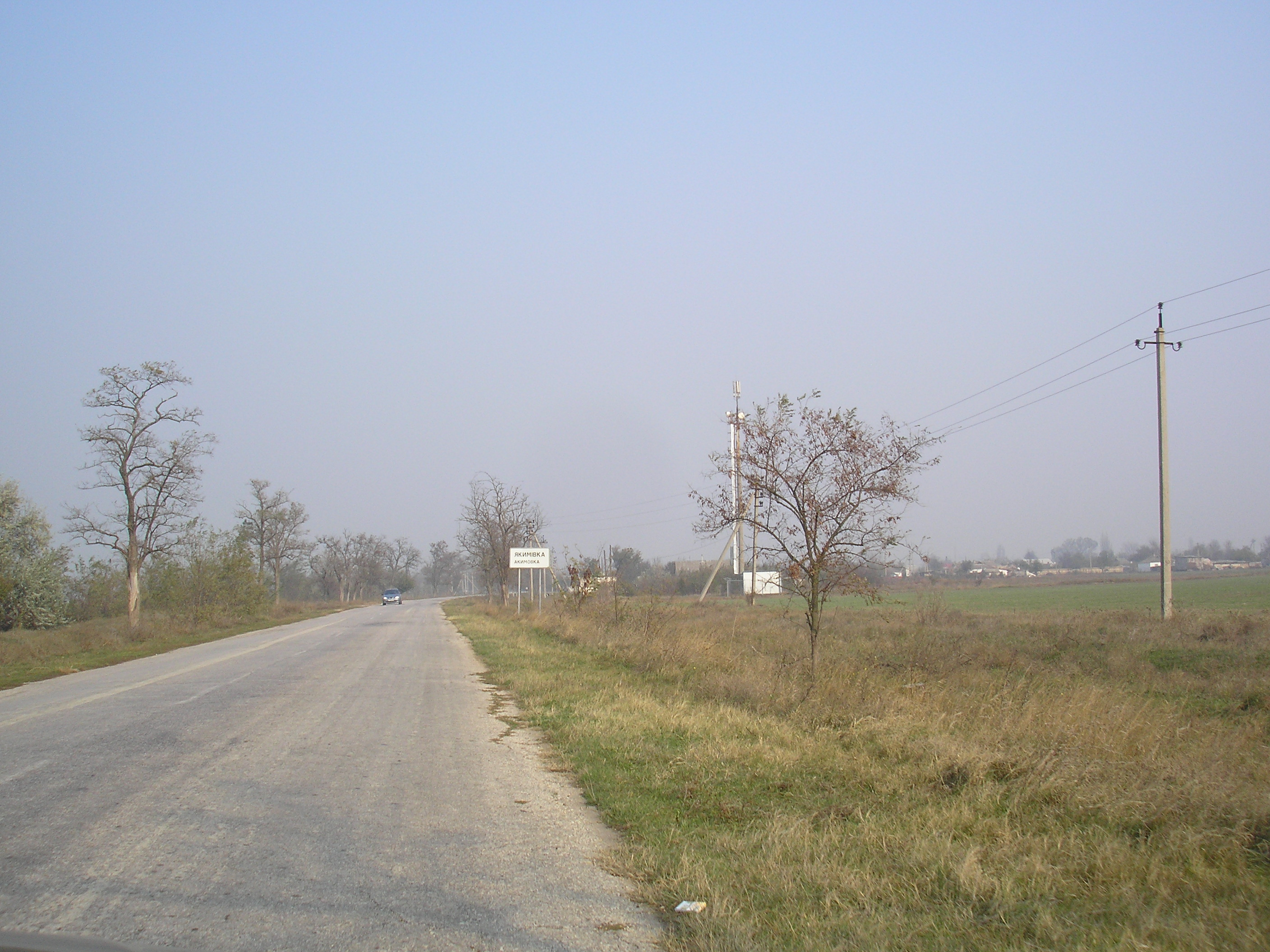
Ландшафт низменности. Село Акимовка
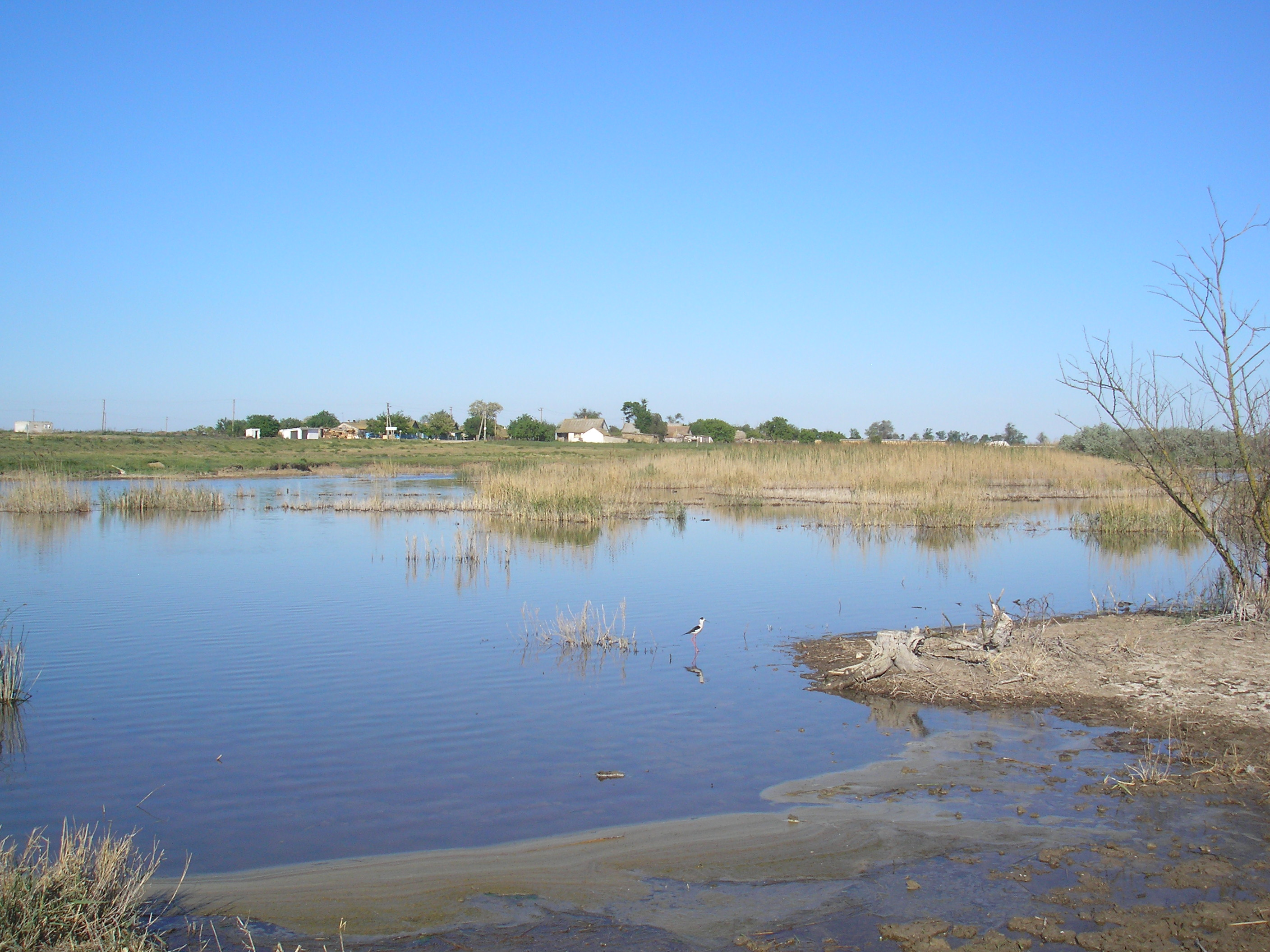
Прибрежно-водный комплекс юга Айгульского озера

## Геология
Фундаментом низменности в Крыму служит участок Скифской плиты, в Херсонской области — Причерноморской впадины.  
В Крыму к Присивашской низменности на юге примыкает Северо-Крымская возвышенная равнина. Почвы представлены эолово-делювиальными суглинками и глина, которые в долинах немногочисленных рек и балок сменяются аллювиальными суглинками и супесями, а у Сиваша в устьях крупных рек — лиманными желте-бурыми и зеленоватыми песчанистыми глинами. Косы и пересыпи состоят из песчано-ракушечных пород.
В Херсонской области является понижением Причерноморской низменности. Кристаллический фундамент опущен на большую глубину и покрыт мощной толщей палеозойских, мезозойских и кайнозойских отложений. В геоморфологическом отношении — это морская аккумулятивная террасовая равнина, в пределах которой выделяются 3 террасовые равнины — древняя и молодая верхнеплиоценовые и древнеэвксинская. Среднее значение абсолютных отметок высот составляет 5-6 м, отдельные участки имеют отметки — 0,4 м ниже уровня моря.
Почвы: 1) каштановые солонцеватые очень низкогумусоаккумулятивные в комплексе с солонцами каштановыми ультра низкогумусоаккумулятивные, 2) лугово-каштановые солонцеватые в комплексе с солонцами каштановыми ультра низкогумусоаккумулятивные, 3) тёмно-каштановые низкогумусоаккумулятивные (на лёссовых породах), 4) аллювиальные, лугово-болотные, болотные. В Херсонской области прилегающая к Сивашу часть представлена первым типом почв, в Крыму — комплексом 1+2. Далее при возвышении почвы сменяются третьим типом. В поймах рек (Салгир и ей притоки) представлен четвертый тип почв.

## Природа
В условиях мелких и редких понижений поверхности, а также неглубокого залегания засоленных грунтовых вод в области вдоль побережья тянется пояс солончаков и галофитных лугов в сочетании с полынно-типчаковыми степями. Выше располагаются пояса полынно-типчаковых и ковыльно-типчаковых степей в сочетании с галофитными лугами. В целом в пределах низменности наиболее распространены пустынные степи на каштановых почвах. Здесь встречаются сады, виноградники, лесополосы. Нет лесов. 
На её засоленных солончаковых и солонцовых почвах пустынная растительность (солянки, полынь, лебеда) не образует сплошного покрова. Из-за высокой температуры воздуха засоленная вода в лагуне и озерах сильно прогревается и испаряется. Поэтому в их водах высокая концентрация солей — до 17 %.
Для охраны природных комплексов были созданы Присивашский заказник (1 000 га), Калиновский природный (региональный) парк (12 000 га), Азово-Сивашский национальный природный парк (занимает акваторию и острова). Ранее (до 2000 года) были памятники природы Парк совхоза-завода "Нижнегорский" (5 га, село Цветущее) и Парк совхоза-завода "Приморье" (8 га, село Изобильное) в Нижнегорском районе. Предполагалось для охраны заток и побережья Сиваша с комплексом водно-болотной растительности, с богатой орнитофауной, создание заказника Плавни в Нижнегорском районе, заказников Джанкойская затока, Змеиные острова, Мысовой и Чонгарский в Джанкойском районе, заказника Октябрьский в Советском районе.